# 関東地方にある建造物の重要文化財一覧
関東地方にある建造物の重要文化財一覧（かんとうちほうにあるけんぞうぶつのじゅうようぶんかざいいちらん）は、重要文化財の建造物のうち、関東地方にあるものの一覧である。
文化財保護法では重要文化財は大きく「建造物」と「美術工芸品」の2つの部に分かれているが、本記事では建造物のみを扱う。なお重要文化財のうち特に価値の高いものは国宝に指定されている。文化財保護法の規定では、国宝は重要文化財指定物件のうちから指定することとされている（同法第27条第2項）。
※当地方所在の重要文化財の美術工芸品については、関東地方の重要文化財一覧を参照。

## 茨城県
- 旧弘道館 3棟〔水戸市〕 
  - 正庁
  - 至善堂
  - 正門
- 中崎家住宅（茨城県東茨城郡内原町）〔水戸市〕
- 八幡宮本殿〔水戸市〕
- 佛性寺本堂〔水戸市〕
- 薬王院本堂〔水戸市〕
- 笠間稲荷神社本殿〔笠間市〕
- 塙家住宅（茨城県西茨城郡岩間町）（はなわけじゅうたく） 2棟〔笠間市〕
  - 主屋
  - 土間
- 楞厳寺山門（りょうごんじさんもん）〔笠間市〕
- 旧茨城県立太田中学校講堂〔常陸太田市〕
- 佐竹寺本堂（さたけじほんどう）〔常陸太田市〕
- 石岡第一発電所施設 3所3基3棟〔高萩市・北茨城市〕
  - 第一号水路橋
  - 第二号水路橋
  - 水槽余水路
  - 調圧水槽
  - 本館発電機室
  - 本館旧変圧器室
  - 本館変電室
  - 取水堰堤
  - 沈砂池
- 旧茨城県立土浦中学校本館〔土浦市〕
- 善光寺楼門〔石岡市〕
- 来迎院多宝塔〔龍ケ崎市〕
- 竜禅寺三仏堂〔取手市〕
- シャトーカミヤ旧醸造場施設 3棟〔牛久市〕 - 牛久シャトー参照
  - 事務室
  - 醗酵室
  - 貯蔵庫
- 大塚家住宅（茨城県新治郡桜村）〔つくば市〕
- 旧矢中家住宅〔つくば市〕2棟、土地[1]
  - 本館
  - 別館
- 平井家住宅（茨城県稲敷郡新利根村）〔稲敷市〕
- 横利根閘門（よことねこうもん）〔稲敷市〕
- 椎名家住宅（茨城県新治郡出島村）〔かすみがうら市〕
- 鹿島神宮 4棟〔鹿嶋市〕 
  - 本殿
  - 石の間
  - 幣殿
  - 拝殿
- 鹿島神宮仮殿
- 鹿島神宮摂社奥宮本殿
- 鹿島神宮楼門
- 山本家住宅（茨城県鹿島郡神栖町）〔神栖市〕
- 西蓮寺相輪橖（さいれんじそうりんとう）〔行方市〕
- 西蓮寺仁王門
- 旧飛田家住宅（旧所在 茨城県久慈郡金砂郷村）〔古河市〕
- 大宝八幡神社本殿〔下妻市〕
- 旧坂野家住宅（茨城県常総市大生郷町） 4棟[1]〔常総市〕
  - 主屋
  - 表門
  - 書院
  - 文庫蔵
- 内外大神宮（ないげだいじんぐう） 3棟〔筑西市〕
  - 内宮本殿
  - 外宮本殿
  - 御遷殿
- 小山寺三重塔（おやまじさんじゅうのとう）〔桜川市〕

## 栃木県
- 岡本家住宅（栃木県河内郡河内町） 2棟〔宇都宮市〕
  - 主屋
  - 表門
- 旧篠原家住宅 2棟〔宇都宮市〕
  - 主屋
  - 新蔵
- 荒井家住宅 2棟（栃木県矢板市立足）〔矢板市〕
  - 主屋
  - 表門
- 木幡神社本殿（きばたじんじゃほんでん）〔矢板市〕
- 木幡神社楼門
- 旧青木家那須別邸〔那須塩原市〕 - とちぎ明治の森記念館
- 那須疏水旧取水施設 3所2基〔那須塩原市〕 - 那須疏水参照
  - 導水路及び余水路
  - 東水門
  - 西水門
  - 東隧道
  - 西隧道
- 三森家住宅 2棟〔那須郡那須町〕
  - 主屋
  - 表門
- 那須神社 2棟〔大田原市〕
  - 本殿
  - 楼門
- 大雄寺 9棟〔大田原市〕 - 明細は大雄寺を参照
- 旧羽石家住宅（栃木県芳賀郡茂木町）〔芳賀郡茂木町〕
- 大前神社（おおさきじんじゃ）　2棟〔真岡市〕
  - 本殿
  - 拝殿及び幣殿
- 入野家住宅（栃木県芳賀郡市貝村） 2棟〔芳賀郡市貝町〕
  - 主屋
  - 表門
- 円通寺表門〔芳賀郡益子町〕
- 西明寺三重塔〔芳賀郡益子町〕
- 西明寺本堂内厨子
- 西明寺楼門
- 地蔵院本堂〔芳賀郡益子町〕
- 綱神社摂社大倉神社本殿〔芳賀郡益子町〕
- 綱神社本殿
- 専修寺（せんじゅじ） 4棟〔真岡市〕 - 専修寺#本寺専修寺参照
  - 御影堂
  - 如来堂
  - 楼門
  - 総門
- 旧下野煉化製造会社煉瓦窯〔下都賀郡野木町〕 - ホフマン窯
- 村檜神社本殿（むらひじんじゃほんでん）〔栃木市〕
- 鑁阿寺経堂（ばんなじきょうどう）〔足利市〕
- 鑁阿寺鐘楼
- 鑁阿寺本堂 - 国宝
- 旧日光田母澤御用邸（きゅうにっこうたもざわごようてい） 10棟〔日光市本町〕 - 明細は日光田母沢御用邸記念公園参照
- 東照宮 40棟〔日光市山内〕 - 国宝5件（8棟）を含む
  - 本殿、石の間及び拝殿（1棟） - 国宝
  - 正面及び背面唐門 2棟 - 国宝
  - 東西透塀 2棟 - 国宝
  - 陽明門 1棟 - 国宝
  - 東西回廊 2棟 - 国宝
  - （ほか32棟） - 明細は日光東照宮参照
- 東照宮旧奥社 2棟 
  - 唐門
  - 鳥居
- 二荒山神社（ふたらさんじんじゃ） 24棟〔日光市山内〕 - 明細は日光二荒山神社参照
- 二荒山神社 6棟
  - 神輿舎
  - 大国殿
  - 末社朋友神社本殿
  - 末社日枝神社本殿
  - 別宮本宮神社拝殿
  - 別宮本宮神社鳥居
- 輪王寺 13棟〔日光市山内〕 - 明細は輪王寺参照
- 輪王寺 4棟
  - 護法天堂
  - 観音堂
  - 三重塔
  - 大猷院霊廟別当所竜光院
- 輪王寺大猷院霊廟（りんのうじたいゆういんれいびょう） 21棟 - 一部国宝
  - 本殿・相の間・拝殿（1棟） - 国宝
  - （ほか20棟） - 明細は輪王寺参照
- 古河橋〔日光市〕

## 群馬県
- 臨江閣 3棟〔前橋市〕
  - 本館
  - 別館
  - 茶室
- 塩原家住宅〔前橋市〕 3棟、土地〔前橋市〕
  - 主屋
  - 裏蔵
  - 稲荷社
- 阿久沢家住宅（群馬県勢多郡宮城村）（あくざわけじゅうたく）〔前橋市〕
- 玉村八幡宮本殿〔佐波郡玉村町〕
- 旧新町紡績所 5棟〔高崎市〕 
  - 工場本館
  - 機関室
  - 修繕場
  - 倉庫
  - 二階家煉瓦庫
- 榛名神社（はるなじんじゃ） 6棟〔高崎市〕 - 明細は榛名神社参照
- 旧富岡製糸場 7棟1基1所〔富岡市〕 - 一部国宝
  - 繰糸所 - 国宝
  - 東置繭所 - 国宝
  - 西置繭所 - 国宝
  - （ほか4棟1基1所） - 明細は富岡製糸場参照
- 旧茂木家住宅（旧所在 群馬県富岡市神農原）（きゅうもてぎけじゅうたく）〔富岡市〕
- 貫前神社（ぬきさきじんじゃ） 3棟〔富岡市〕
  - 本殿
  - 拝殿
  - 楼門
- 妙義神社 7棟1基〔富岡市〕[2]
  - 本殿・幣殿・拝殿
  - 唐門
  - 随神門
  - 廻廊
  - 銅鳥居
  - 御殿
  - 社務所
  - 総門
- 旧碓氷峠鉄道施設 7基11所3棟、土地〔安中市〕
  - 第二橋梁
  - 第三橋梁 - 通称めがね橋
  - 第四橋梁
  - 第五橋梁
  - 第六橋梁
  - 第七橋梁
  - 第十三橋梁
  - 第一隧道
  - 第二隧道
  - 第三隧道
  - 第四隧道
  - 第五隧道
  - 第六隧道
  - 第七隧道
  - 第八隧道
  - 第九隧道
  - 第十隧道
  - 第十七隧道
  - 丸山変電所蓄電池室
  - 丸山変電所機械室
  - 熊ノ平変電所本屋
- 旧黒澤家住宅（群馬県多野郡上野村）〔多野郡上野村〕
- 旧群馬県衛生所〔桐生市〕
- 塔婆〔桐生市〕 - 三重石塔、通称山上多重塔
- 彦部家住宅（群馬県桐生市広沢町） 5棟、土地〔桐生市〕
  - 主屋
  - 長屋門
  - 冬住み
  - 文庫倉
  - 穀倉
- 東照宮 3棟〔太田市〕 
  - 本殿
  - 唐門
  - 拝殿
- 長楽寺宝塔〔太田市〕
- 旧中島家住宅 4棟、土地〔太田市〕
  - 主屋
  - 土蔵
  - 氏神社
  - 正門及び門衛所
- 曹源寺栄螺堂〔太田市〕
- 雷電神社末社八幡宮稲荷神社社殿〔邑楽郡板倉町〕
- 旧生方家住宅（旧所在 群馬県沼田市上之町）（きゅううぶかたけじゅうたく）〔沼田市〕
- 笠卒塔婆（かさそとうば）〔渋川市〕（個人所有）
- 丸沼堰堤〔利根郡片品村〕
- 旧戸部家住宅（旧所在 群馬県利根郡川場村）〔利根郡みなかみ町〕 - 水上町歴史民俗資料館内
- 富沢家住宅（群馬県吾妻郡中之条町）〔吾妻郡中之条町〕
- 薬師堂〔吾妻郡中之条町〕 - （日向見薬師堂、宗本寺所有）
- 天満宮〔桐生市〕2棟
  - 本殿・幣殿・拝殿
  - 末社春日社本殿

## 埼玉県
- 大沢家住宅（埼玉県川越市元町）〔川越市〕
- 喜多院 6棟〔川越市〕 - 明細は喜多院参照
- 東照宮 6棟〔川越市〕 - 明細は仙波東照宮参照
- 日枝神社本殿（ひえじんじゃほんでん）〔川越市〕
- 旧山崎家別邸〔川越市〕
- 黄林閣（旧村野家住宅 旧所在 東京都東久留米市柳窪）（おうりんかく）〔所沢市〕 - 柳瀬荘内（東京国立博物館所管）
- 小野家住宅（埼玉県所沢市林）〔所沢市〕
- 旧台徳院霊廟勅額門、丁子門及び御成門 3棟〔所沢市〕 - 狭山不動尊所在（個人所有）、台徳院霊廟及び徳川家霊廟#増上寺参照
- 光福寺宝篋印塔〔東松山市〕
- 福徳寺阿弥陀堂〔飯能市〕
- 高倉寺観音堂（こうそうじかんのんどう）〔入間市〕
- 旧高橋家住宅（埼玉県朝霞市根岸台） 1棟、土地〔朝霞市〕
- 高麗家住宅（埼玉県入間郡日高町）（こまけじゅうたく）〔日高市〕
- 吉田家住宅（埼玉県比企郡小川町）〔比企郡小川町〕
- 慈光寺開山塔〔比企郡ときがわ町〕
- 広徳寺大御堂（こうとくじおおみどう）〔比企郡川島町〕
- 出雲伊波比神社本殿（いずもいわいじんじゃほんでん）〔入間郡毛呂山町〕
- 和井田家住宅 2棟、土地（埼玉県八潮市大字八條）〔八潮市〕
  - 主屋
  - 長屋門
- 歓喜院（かんぎいん） 2棟〔熊谷市〕 - 一部国宝
  - 聖天堂（しょうでんどう） - 国宝
  - 貴惣門
- 平山家住宅（埼玉県大里郡江南村）〔熊谷市〕
- 誠之堂（せいしどう）〔深谷市〕
- 日本煉瓦製造株式会社旧煉瓦製造施設 2棟2基〔深谷市〕
  - ホフマン輪窯六号窯
  - 旧事務所
  - 旧変電室
  - 備前渠鉄橋
- 金鑽神社多宝塔（かなさなじんじゃたほうとう）〔児玉郡神川町〕
- 内田家住宅（埼玉県秩父市蒔田）〔秩父市〕
- 旧新井家住宅（旧所在 埼玉県秩父郡野上町）〔秩父郡長瀞町〕 - 長瀞町郷土資料館参照
- 旧遠山家住宅（遠山記念館） 9棟、土地〔比企郡川島町〕 - 明細は遠山記念館参照
- 旧田中家住宅 3棟2基〔川口市〕
  - 洋館
  - 和館
  - 文庫蔵（旧仕込蔵）
  - 煉瓦塀2基
- 箭弓稲荷神社本殿・幣殿・拝殿 1棟〔東松山市〕

## 千葉県
- 旧花野井家住宅（旧所在 千葉県流山市前ケ崎）〔野田市〕
- 旧吉田家住宅（千葉県柏市花野井） 8棟〔柏市〕 - 明細は旧吉田家住宅参照
- 旧徳川家住宅松戸戸定邸（きゅうとくがわけじゅうたくまつどとじょうてい） 8棟〔松戸市〕 - 明細は戸定邸参照
- 法華経寺五重塔〔市川市〕
- 法華経寺四足門
- 法華経寺祖師堂
- 法華経寺法華堂
- 滝田家住宅（千葉県印旛郡白井町）〔白井市〕
- 宝珠院観音堂〔印西市〕
- 栄福寺薬師堂〔印西市〕
- 泉福寺薬師堂〔印西市〕
- 旧堀田家住宅 7棟〔佐倉市〕 - 明細は旧堀田家住宅参照
- 旧学習院初等科正堂〔成田市〕 - 千葉県立房総のむら内
- 旧御子神家住宅（旧所在 千葉県安房郡丸山町）（きゅうみこがみけじゅうたく）〔成田市〕 - 千葉県立房総のむら内
- 新勝寺 5棟〔成田市〕 
  - 光明堂
  - 釈迦堂
  - 仁王門
  - 三重塔
  - 額堂
- 竜正院仁王門〔成田市〕
- 香取神宮 2棟〔香取市〕 
  - 本殿
  - 楼門
- 犬吠埼灯台 1基、2棟〔銚子市〕
  - 灯台
  - 旧霧笛舎
  - 旧倉庫
- 飯高寺 4棟〔匝瑳市〕 
  - 講堂
  - 鐘楼
  - 鼓楼
  - 総門
- 笠森寺観音堂（かさもりじかんのんどう）〔長生郡長南町〕
- 大聖寺不動堂〔いすみ市〕
- 渡辺家住宅（千葉県夷隅郡大多喜町）〔夷隅郡大多喜町〕
- 石堂寺（いしどうじ） 2棟〔南房総市〕 
  - 本堂
  - 多宝塔
- 石堂寺薬師堂
- 旧尾形家住宅（千葉県安房郡丸山町） 2棟〔南房総市〕
  - 主屋
  - 土間
- 神野寺表門（じんやじおもてもん）〔君津市〕
- 飯香岡八幡宮本殿（いいがおかはちまんぐうほんでん）〔市原市〕
- 西願寺阿弥陀堂〔市原市〕
- 鳳来寺観音堂〔市原市〕

## 東京都

### 特別区

#### 台東区（寛永寺関連）
- 寛永寺旧本坊表門（黒門）〔台東区上野公園〕
- 寛永寺清水堂（かんえいじきよみずどう）
- 旧寛永寺五重塔〔台東区上野公園〕 - 恩賜上野動物園内所在（東京都所有）
- 厳有院霊廟奥院〔台東区上野桜木〕 - 寛永寺参照（個人所有）
  - 奥院唐門
  - 奥院宝塔
- 厳有院霊廟勅額門及び水盤舎 - 寛永寺参照
  - 勅額門
  - 水盤舎
- 常憲院霊廟奥院〔台東区上野桜木〕 - 寛永寺参照（個人所有）
  - 奥院唐門
  - 奥院宝塔
- 常憲院霊廟勅額門及び水盤舎 - 寛永寺参照
  - 勅額門
  - 水盤舎

#### 台東区（その他）
- 浅草神社 2棟〔台東区浅草〕 
  - 本殿及び幣殿
  - 拝殿
- 旧岩崎家住宅（東京都台東区池之端一丁目） 3棟、土地〔台東区池之端〕 - 旧岩崎邸庭園参照
  - 洋館
  - 和館
  - 撞球室
- 旧因州池田屋敷表門〔台東区上野公園〕 - 東京国立博物館構内
- 旧十輪院宝蔵〔台東区上野公園〕 - 東京国立博物館構内
- 旧東京音楽学校奏楽堂〔台東区上野公園〕
- 旧東京科学博物館本館〔台東区上野公園〕 - 国立科学博物館日本館
- 旧東京帝室博物館本館〔台東区上野公園〕 - 東京国立博物館本館
- 国立西洋美術館本館〔台東区上野公園〕
- 浅草寺伝法院（せんそうじでんぼういん） 6棟〔台東区浅草〕 - 明細は浅草寺参照
- 浅草寺二天門〔台東区浅草〕
- 東照宮社殿 4棟〔台東区上野公園〕
  - 本殿、幣殿及び拝殿（1棟）
  - 唐門
  - 透塀
  - 鳥居
- 表慶館〔台東区上野公園〕 - 東京国立博物館構内

#### 港区
- 旧台徳院霊廟惣門（きゅうたいとくいんれいびょうそうもん）〔港区〕 - 増上寺#徳川家霊廟及び台徳院霊廟参照
- 旧朝香宮邸 4棟1基、土地〔港区〕 - 東京都庭園美術館参照
  - 本館
  - 茶室
  - 倉庫
  - 自動車庫
  - 正門
- 旧東宮御所（迎賓館赤坂離宮）〔港区〕 - 国宝
- 慶應義塾図書館〔港区〕
- 慶應義塾三田演説館〔港区〕
- 瑞聖寺大雄宝殿（ずいしょうじだいゆうほうでん）〔港区〕
- 増上寺三解脱門〔港区〕
- 明治学院インブリー館〔港区〕
- 有章院（徳川家継）霊廟二天門〔港区〕 - 増上寺#徳川家霊廟及び有章院霊廟参照
- 武家屋敷門〔港区〕〔旧所在：東京都千代田区、前所在:千葉県山武郡九十九里町〕（山脇学園所有）

#### 千代田区
- 旧江戸城清水門 2棟〔千代田区〕
  - 清水門
  - 櫓門
- 旧江戸城外桜田門 2棟
  - 外桜田門
  - 櫓門
- 旧江戸城田安門（きゅうえどじょうたやすもん） 2棟
  - 田安門
  - 櫓門
- 旧近衛師団司令部庁舎〔千代田区〕 - 東京国立近代美術館旧工芸館
- 東京駅丸ノ内本屋〔千代田区〕
- 日本ハリストス正教会教団復活大聖堂（ニコライ堂）〔千代田区〕
- 法務省旧本館〔千代田区〕
- 明治生命保険相互会社本社本館〔千代田区〕 - 明治生命館
- 水準原点 1基1棟〔千代田区〕
  - 原点
  - 掩蓋（えんがい）

### 特別区その他
- 永代橋〔中央区・江東区〕
- 清洲橋〔中央区・江東区〕
- 勝鬨橋（かちどきばし）〔中央区〕
- 髙島屋日本橋店〔中央区〕
- 三越日本橋本店〔中央区〕
- 築地本願寺本堂〔中央区〕
- 日本銀行本店本館（にっぽんぎんこうほんてんほんかん）〔中央区〕
- 日本橋〔中央区〕
- 三井本館〔中央区〕
- 学習院旧正門〔新宿区〕 - 学習院女子大学
- 聖徳記念絵画館（せいとくきねんかいがかん）〔新宿区〕 - 明治神宮所有
- 新宿御苑旧洋館御休所（しんじゅくぎょえんきゅうようかんごきゅうしょ）〔新宿区〕
- 旧馬場家牛込邸 1棟、土地〔新宿区〕 - 最高裁判所長官公邸
- 早稲田大学大隈記念講堂〔新宿区〕
- 旧磯野家住宅 2棟、土地〔文京区〕
  - 主屋
  - 表門
- 旧加賀屋敷御守殿門（赤門）〔文京区〕 - 東京大学の建造物#門参照
- 旧東京医学校本館〔文京区〕 - 東京大学の建造物#小石川植物園の建造物参照
- 護国寺月光殿（旧日光院客殿）〔文京区〕
- 護国寺本堂
- 根津神社 7棟〔文京区〕 - 明細は根津神社参照
- 旧弾正橋（八幡橋）（きゅうだんじょうばし（はちまんばし））〔江東区〕
- 明治丸〔江東区〕 - 東京海洋大学越中島キャンパス内
- 宝篋印塔〔品川区〕[3]- 安養院[4]
  - 宝篋印塔（1）
  - 宝篋印塔（2）
- 旧島津家本邸 2棟〔品川区〕（所有者：清泉女子大学）
  - 本館
  - 事務所
- 円融寺本堂〔目黒区〕
- 旧前田家本邸　8棟、土地〔目黒区〕 - 明細は駒場公園を参照
- 尊經閣文庫　4棟、土地〔目黒区〕 - 前田育徳会を参照
  - 図書閲覧所
  - 書庫
  - 貴重庫
  - 門及び塀
- 本門寺五重塔〔大田区〕
- 池上本門寺宝塔〔大田区〕
- 大場家住宅 2棟〔世田谷区〕
  - 主屋
  - 表門
- 旧朝倉家住宅 2棟、土地〔渋谷区〕
  - 主屋
  - 土蔵
- 明治神宮 36棟〔渋谷区〕 - 明細は明治神宮参照
- 明治神宮宝物殿 13棟〔渋谷区〕 - 明細は明治神宮参照
- 旧久邇宮邸（聖心女子大学） 2棟〔渋谷区〕
  - 御常御殿・小食堂
  - 正門
- 代々木競技場 2棟〔渋谷区〕
  - 第一体育館
  - 第二体育館
- 妙法寺鉄門〔杉並区〕
- 自由学園明日館（じゆうがくえんみょうにちかん） 4棟、土地〔豊島区〕 - 学校法人自由学園参照
  - 中央棟
  - 西教室棟
  - 東教室棟
  - 講堂
- 雑司ヶ谷鬼子母神堂〔豊島区〕（法明寺所有）
- 旧渋沢家飛鳥山邸 2棟〔北区〕
  - 晩香廬
  - 青淵文庫
- 旧醸造試験所第一工場〔北区〕 - 酒類総合研究所
- 旧三河島汚水処分場喞筒場施設（きゅうみかわしまおすいしょぶんじょうぽんぷじょうしせつ） 5所2棟、土地〔荒川区〕 - 三河島水再生センター参照
  - 阻水扉室（東）
  - 阻水扉室（西）
  - 沈砂池及び濾格室（東）
  - 沈砂池及び濾格室（西）
  - 濾格室上屋
  - 量水器室及び喞筒室暗渠
  - 喞筒室
- 旧岩淵水門 1基〔北区〕
- 旧小菅刑務所庁舎 1棟〔葛飾区〕- 東京拘置所

### 都下
- 正福寺地蔵堂〔東村山市〕 - 国宝
- 観音寺阿弥陀堂〔青梅市〕
- 観音寺仁王門
- 観音寺本堂
- 旧宮崎家住宅（旧所在 東京都青梅市成木）〔青梅市〕 - 青梅市郷土博物館内
- 小林家住宅（東京都西多摩郡檜原村）〔西多摩郡檜原村〕
- 金剛寺仁王門〔日野市〕
- 金剛寺不動堂
- 旧永井家住宅（旧所在 東京都町田市小野路町）〔町田市〕 - 薬師池公園内

## 神奈川県

### 横浜市
- 神奈川県庁舎〔横浜市中区〕
- 横浜市開港記念会館〔横浜市中区〕 - 中区公会堂
- 旧内田家住宅（旧所在 東京都渋谷区南平台町）〔横浜市中区〕 - 外交官の家参照
- 旧横浜正金銀行本店本館〔横浜市中区〕 - 神奈川県立歴史博物館
- 旧横浜船渠株式会社第一号船渠（ドック）（きゅうよこはませんきょかぶしきがいしゃだいいちごうせんきょ）〔横浜市西区〕 - 横浜みなとみらい地区・日本丸メモリアルパーク内
- 旧横浜船渠株式会社第二号船渠（ドック）〔横浜市西区〕 - 横浜みなとみらい地区・ドックヤードガーデン内
- 関家住宅（神奈川県横浜市港北区勝田町） 3棟、土地〔横浜市都筑区〕
  - 主屋
  - 書院
  - 表門

### 横浜市（三溪園）
以下の物件は横浜市中区三渓園内所在
- 旧天瑞寺寿塔覆堂（きゅうてんずいじじゅとうおおいどう）
- 旧東慶寺仏殿
- 旧燈明寺三重塔 - 燈明寺 (木津川市)参照
- 旧燈明寺本堂
- 旧矢篦原家住宅（旧所在 岐阜県大野郡荘川村）（きゅうやのはらけじゅうたく）
- 月華殿
- 春草廬（しゅんそうろ）
- 聴秋閣
- 天授院
- 臨春閣 3棟
  - 第一屋
  - 第二屋
  - 第三屋

### 鎌倉市
- 安養院宝篋印塔〔鎌倉市大町〕
- 荏柄天神社本殿（えがらてんじんしゃほんでん）〔鎌倉市二階堂〕
- 英勝寺　5棟〔鎌倉市〕 
  - 仏殿
  - 山門
  - 鐘楼
  - 祠堂
  - 祠堂門
- 円覚寺舎利殿（えんがくじしゃりでん）〔鎌倉市山ノ内〕 - 国宝
- 覚園寺開山塔（かくおんじかいさんとう）〔鎌倉市二階堂〕
- 覚園寺大燈塔
- 旧一条恵観山荘（旧所在　京都府京都市北区西賀茂川上町）（きゅういちじょうえかんさんそう）〔鎌倉市浄明寺〕
- 旧石井家住宅（旧所在 神奈川県鎌倉市関谷）〔鎌倉市植木〕 - 龍寶寺内
- 旧神奈川県立近代美術館〔鎌倉市雪ノ下〕（所有者：鶴岡八幡宮）
- 建長寺唐門〔鎌倉市山ノ内〕
- 建長寺山門
- 建長寺昭堂
- 建長寺大覚禅師塔
- 建長寺法堂（けんちょうじはっとう）
- 建長寺仏殿
- 光明寺本堂〔鎌倉市材木座〕
- 極楽寺五輪塔〔鎌倉市極楽寺〕
- 極楽寺忍性塔（ごくらくじにんしょうとう）〔鎌倉市極楽寺〕
- 浄光明寺五輪塔〔鎌倉市扇ヶ谷〕
- 鶴岡八幡宮大鳥居（一の鳥居）〔鎌倉市雪ノ下〕
- 鶴岡八幡宮上宮（つるがおかはちまんぐううえみや[5]）3棟 
  - 本殿、幣殿及び拝殿（1棟）
  - 回廊
  - 末社武内社本殿
- 鶴岡八幡宮摂社若宮
- 鶴岡八幡宮末社丸山稲荷社本殿

### 川崎市（日本民家園）
以下の物件は川崎市多摩区日本民家園内所在
- 旧伊藤家住宅（旧所在 神奈川県川崎市金程）
- 旧工藤家住宅（旧所在 岩手県紫波郡紫波町）
- 旧江向家住宅（旧所在 富山県東砺波郡上平村）（きゅうえむかいけじゅうたく）
- 旧作田家住宅（旧所在 千葉県山武郡九十九里町）（きゅうさくたけじゅうたく） 2棟
  - 主屋
  - 土間
- 旧佐々木家住宅（旧所在 長野県佐久郡八千穂村）
- 旧太田家住宅（旧所在 茨城県笠間市片庭） 2棟
  - 主屋
  - 土間
- 旧北村家住宅（旧所在 神奈川県秦野市堀山下）

### その他
- 石井家住宅（神奈川県津久井郡藤野町）〔相模原市〕
- 五輪塔〔逗子市〕 - 東昌寺
- 光明寺本堂内厨子〔平塚市〕
- 宝城坊旧本堂内厨子〔伊勢原市〕 - 日向薬師
- 宝城坊本堂
- 国道一号箱根湯本道路施設 3基〔足柄下郡箱根町〕 - 箱根国道参照
  - 函嶺洞門
  - 千歳橋
  - 旭橋
- 五輪塔 3基〔足柄下郡箱根町〕 - 通称曽我兄弟及び虎御前墓
- 福住旅館 2棟〔足柄下郡箱根町〕
  - 萬翆楼
  - 金泉楼
- 宝篋印塔〔足柄下郡箱根町〕 - 通称多田満仲墓